# Макколл Смит, Александр
Сэр Александер Макколл Смит (англ. Alexander McCall Smith, род. 24 августа 1948, Булавайо, Зимбабве) — шотландский  писатель. Специалист в области медицинского права и биоэтики. Почëтный профессор медицинского права Эдинбургского университета. Доктор права.

## Биография
Родился в Южной Родезии (совр. Зимбабве) в семье прокурора. Обучался сначала в колледже в родном городе Булавайо, затем отправился в Шотландию, где стал изучать право в Эдинбургском университете, там же получил докторскую степень в области права.
Затем работал преподавателем Королевского университета в Белфасте. Во время преподавания, принял участие в литературном конкурсе: с одной книгой для детей и романом для взрослых и победил в категории детских произведений.
С 1980-х—1990-х гг. опубликовал около тридцати книг.
в 1981 году вернулся в Южную Африку в Ботсвану, где помогал в создании специальной кафедры и преподавал право в Университете Ботсваны. Однако в 1984 он вернулся в Эдинбург (Шотландия). Стал профессором медицинского права Эдинбургского университета.
В 2006 году был удостоен звания «Выпускник года» Эдинбургского университета. Командор ордена Британской империи (2006).
В настоящее время живет в Эдинбурге со своей женой-врачом Елизаветой и двумя дочерьми Люси и Эмили.

## Творчество
А. Макколл Смит — автор многих повестей и рассказов, некоторые из которых получили широкую известность. Особой популярностью во многих странах пользуется его серия книг про Мма Рамотсве, открывшей первое женское детективное агентство в африканской стране Ботсване и занимающейся увлекательными расследованиями.
Часть книг из этой серии переведена на русский язык. Книга «Женское детективное агентство № 1» получила ряд литературных премий, в том числе газетой «The Times» признана лучшей книгой 1999 года, а её автор — лучшим писателем 2003 года.
Британский кинорежиссëр Энтони Мингелла приобрëл права на экранизацию «Женского детективного агентства № 1», мини-сериал выпущен при содействии BBC и HBO в 2008 году.

## Избранная библиография

### «Женское детективное агентство № 1»
- 1998 — Женское детективное агентство № 1
- 2000 — Слёзы жирафа
- 2001 — Мораль красивых девушек
- 2002 — «Калахари»: курсы машинописи для мужчин
- 2003 — Буфет, полный жизни
- 2004 — В компании милых дам
- 2006 — Синие туфли и счастье
- 2007 — The Good Husband of Zebra Drive
- 2008 — The Miracle at Speedy Motors
- 2009 — Tea Time for the Traditionally Built
- 2010 — The Double Comfort Safari Club
- 2010 — Precious and the Puggies
- 2011 — The Saturday Big Tent Wedding Party
- 2012 — The Limpopo Academy of Private Detection
- 2012 — Precious and the Mystery of Meerkat Hill

### Воскресный философский клуб
- 2004 — Воскресный философский клуб
- 2005 — Друзья, любовники, шоколад
- 2006 — Правильное отношение к дождю
- 2007 — Будьте осторожней с комплиментами
- 2008 — The Comfort of Saturdays
- 2009 — The Lost Art of Gratitude
- 2010 — The Charming Quirks of Others
- 2011 — The Forgotten Affairs of Youth
- 2012 — The Uncommon Appeal of Clouds

### 44 Scotland Street
- 2005 — 44 Scotland Street
- 2005 — Espresso Tales
- 2006 — Love over Scotland
- 2007 — The World According to Bertie
- 2008 — The Unbearable Lightness of Scones
- 2010 — The Importance of Being Seven
- 2011 — Bertie Plays The Blues
- 2012 — Sunshine on Scotland Street

### Произведения для детей и юношества
- 1980 - The White Hippo
- 1984 - The Perfect Hamburger
- 1988 - Alix and the Tigers
- 1990 - The Tin Dog
- 1991 - Calculator Annie
- 1991 - The Popcorn Pirates
- 1992 - Akimbo and the Lions
- 1992 - The Doughnut Ring
- 1993 - Akimbo and the Crocodile Man
- 1994 - Paddy and the Ratcatcher
- 1995 - The Muscle Machine
- 1996 - The Bubblegum Tree
- 1997 - Bursting Balloons Mystery
- 1997 - The Five Lost Aunts of Harriet Bean
- 1999 - Chocolate Money Mystery
- 2000 - Teacher Trouble
- 2005 - Akimbo and the Elephants
- 2006 - Dream Angus
- 2006 - Akimbo and the Snakes
- 2008 - Akimbo and the Baboons
- 2012 - The Great Cake Mystery